# Olympische Sommerspiele 2008/Kanu – Einer-Kajak 1000 m (Männer)
Die Wettkämpfe im Einer-Kajak über 1000 Meter bei den Olympischen Sommerspielen 2008 wurden vom 18. bis zum 22. August 2008 auf der Rennstrecke im Olympischen Ruder- und Kanupark Shunyi ausgetragen.
Nach vier norwegischen Olympiasiegen in Folge konnte der Brite Tim Brabants die Dominanz durchbrechen und den Titelverteidiger Eirik Verås Larsen besiegen.

## Ergebnisse

### Vorläufe
Bei den drei Vorläufen am 18. August erreichten die Sieger der Läufe direkt das Finale, die Plätze zwei bis sieben die Halbfinalläufe.

#### Vorlauf 1
| Rang | Athleten           | Nation         | Zeit         | Bemerkung  |
| ---- | ------------------ | -------------- | ------------ | ---------- |
| 1    | Tim Brabants       | Großbritannien | 3:27,828 min | Halbfinale |
| 2    | Zoltán Benkő       | Ungarn         | 3:29,542 min | Halbfinale |
| 3    | Markus Oscarsson   | Schweden       | 3:30,044 min | Halbfinale |
| 4    | Emanuel Silva      | Portugal       | 3:31,843 min | Halbfinale |
| 5    | Shaun Rubenstein   | Südafrika      | 3:36,134 min | Halbfinale |
| 6    | Dmitri Torlopow    | Kasachstan     | 3:39,671 min | Halbfinale |
| 7    | Manuel Cortina     | Mexiko         | 3:41,433 min | Halbfinale |
| 8    | Myint Tayzar Phone | Myanmar        | 3:53,578 min |            |
| 9    | Assane Dame Fall   | Senegal        | 4:07,061 min |            |

#### Vorlauf 2
| Rang | Athleten               | Nation                | Zeit         | Bemerkung  |
| ---- | ---------------------- | --------------------- | ------------ | ---------- |
| 1    | Adam van Koeverden     | Kanada                | 3:29,622 min | Halbfinale |
| 2    | Stjepan Janić          | Kroatien              | 3:31,369 min | Halbfinale |
| 3    | Ben Fouhy              | Neuseeland            | 3:33,037 min | Halbfinale |
| 4    | Jernej Župančič Regent | Slowenien             | 3:33,289 min | Halbfinale |
| 5    | Michael Kolganov       | Israel                | 3:38,207 min | Halbfinale |
| 6    | Rami Zur               | Vereinigte Staaten    | 3:38,693 min | Halbfinale |
| 7    | Jorge García           | Kuba                  | 3:38,866 min | Halbfinale |
| 8    | Koutoua Abia           | Elfenbeinküste        | 4:14,411 min |            |
| 9    | Alcino Gomes da Silva  | São Tomé und Príncipe | 4:28,057 min |            |

#### Vorlauf 3
| Rang | Athleten                 | Nation      | Zeit         | Bemerkung  |
| ---- | ------------------------ | ----------- | ------------ | ---------- |
| 1    | Eirik Verås Larsen       | Norwegen    | 3:29,043 min | Halbfinale |
| 2    | Ken Wallace              | Australien  | 3:30,306 min | Halbfinale |
| 3    | Max Hoff                 | Deutschland | 3:30,316 min | Halbfinale |
| 4    | Anton Rjachow            | Russland    | 3:38,381 min | Halbfinale |
| 5    | Pan Yao                  | China       | 3:40,774 min | Halbfinale |
| 6    | Miguel Correa            | Argentinien | 3:45,695 min | Halbfinale |
| 7    | Rudolph Berking-Williams | Samoa       | 4:00,784 min | Halbfinale |
| 8    | Tony Lespoir             | Seychellen  | 4:05,890 min |            |

### Halbfinals
Die jeweils drei schnellsten Athleten der Halbfinals erreichten den Endlauf.
Halbfinale 1
| Rang | Athleten                 | Nation             | Zeit         | Bemerkung |
| ---- | ------------------------ | ------------------ | ------------ | --------- |
| 1    | Ken Wallace              | Australien         | 3:33,255 min | Finale    |
| 2    | Ben Fouhy                | Neuseeland         | 3:33,542 min | Finale    |
| 3    | Markus Oscarsson         | Schweden           | 3:33,906 min | Finale    |
| 4    | Shaun Rubenstein         | Südafrika          | 3:36,969 min |           |
| 5    | Anton Rjachow            | Russland           | 3:37,017 min |           |
| 6    | Jernej Župančič Regent   | Slowenien          | 3:41,730 min |           |
| 7    | Rami Zur                 | Vereinigte Staaten | 3:46,204 min |           |
| 8    | Dmitri Torlopow          | Kasachstan         | 3:47,212 min |           |
| 9    | Rudolph Berking-Williams | Samoa              | 4:04,658 min |           |

Halbfinale 2
| Rang | Athleten         | Nation      | Zeit         | Bemerkung |
| ---- | ---------------- | ----------- | ------------ | --------- |
| 1    | Max Hoff         | Deutschland | 3:32,847 min | Finale    |
| 2    | Stjepan Janić    | Kroatien    | 3:33,942 min | Finale    |
| 3    | Zoltán Benkő     | Ungarn      | 3:34,473 min | Finale    |
| 4    | Emanuel Silva    | Portugal    | 3:34,508 min |           |
| 5    | Jorge García     | Kuba        | 3:41,219 min |           |
| 6    | Pan Yao          | China       | 3:41,539 min |           |
| 7    | Manuel Cortina   | Mexiko      | 3:43,017 min |           |
| 8    | Michael Kolganov | Israel      | 3:43,108 min |           |
| 9    | Miguel Correa    | Argentinien | 3:51,715 min |           |

### Finale
| Rang | Athleten           | Nation         | Zeit         |
| ---- | ------------------ | -------------- | ------------ |
| 1    | Tim Brabants       | Großbritannien | 3:26,323 min |
| 2    | Eirik Verås Larsen | Norwegen       | 3:27,342 min |
| 3    | Ken Wallace        | Australien     | 3:27,485 min |
| 4    | Ben Fouhy          | Neuseeland     | 3:29,193 min |
| 5    | Max Hoff           | Deutschland    | 3:29,391 min |
| 6    | Markus Oscarsson   | Schweden       | 3:30,198 min |
| 7    | Stjepan Janić      | Kroatien       | 3:30,495 min |
| 8    | Adam van Koeverden | Kanada         | 3:31,793 min |
| 9    | Zoltán Benkő       | Ungarn         | 3:32,120 min |